# Antonio Candreva
Antonio Candreva (n. 28 februarie 1987, Roma, Italia) este un fotbalist italian care joacă în Serie B pentru Salernitana.

## Legături externe
- Profil Arhivat în 3 ianuarie 2013, la Archive.is pe ESPN